# Ngadimulyo (Selomerto)
Ngadimulyo is een bestuurslaag in het regentschap Wonosobo van de provincie Midden-Java, Indonesië. Ngadimulyo telt 1845 inwoners (volkstelling 2010).